# Johann Christoph Friedrich Bach
Pour les articles homonymes, voir Johann Christoph Bach et Bach (homonymie).
Johann Christoph Friedrich Bach est un compositeur et claveciniste allemand, né à Leipzig le 21 juin 1732 et mort à Bückeburg le 26 janvier 1795, surnommé le Bach de Bückeburg.

## Biographie
Seizième enfant de Jean-Sébastien Bach et troisième de ses quatre fils musiciens réputés (voir Famille Bach), Johann Christoph Friedrich fut tout naturellement éduqué par son père, ainsi que par Johann Elias Bach (un cousin issu de germain né en 1705). Il devait deux de ses prénoms à Johann Sigismund Beiche, simple employé à Pegau et Christoph Donndorf, assesseur. En 1749, il fréquenta l’Université de Leipzig où il commença à étudier le droit. Mais un an plus tard, il fut engagé à la cour du comte Guillaume de Schaumbourg-Lippe à Bückeburg, où il demeurera jusqu’à son décès. Le 8 janvier 1755 il épousa à Bückeburg Lucia Elisabeth Münchhausen qui lui donna 9 enfants, dont Wilhelm Friedrich Ernst Bach.  Débutant comme musicien d’orchestre sous la direction d'Angelo Colonna (le compositeur de la cour étant un autre italien, Giovanni Battista Serini), Johann Christoph Friedrich remplaça les deux Italiens à partir de 1756, n’obtenant toutefois le titre officiel de Konzertmeister qu'en 1759 car le comte guerroyait à l’étranger.
À partir de cette époque, Bach parvint à donner à la cour et à l'église de Bückeburg une réputation musicale enviable. Le répertoire musical, italien, fit bientôt place aux œuvres du jeune Bach ainsi qu’à d’autres compositeurs germaniques : Haydn, Ignaz Holzbauer, Gluck, Mozart, les Stamitz, etc.
En avril 1778, Johann Christoph Friedrich se rendit en Angleterre — avec son fils Wilhelm Friedrich Ernst — pour rendre visite à son frère Johann Christian, en passant par Hambourg pour y saluer un autre frère, Carl Philipp Emanuel. À Londres, les Bach profitèrent évidemment de la vie musicale : ils assistèrent à une représentation de La_clemenza_di_Scipione (it), un nouvel opéra de Johann Christian, et à des concerts Bach-Abel. Johann Christoph Friedrich acquit également un pianoforte et de nombreuses partitions avant de rentrer à Bückeburg qu’il ne quitta plus. Les deux dernières années de sa vie la princesse favorisait le jeune compositeur bohémien Franz Christoph Neubauer, depuis il y avait une rivalité entre les deux musiciens. Bach mourut le 26 janvier 1795 d'une pneumonie sévère.
C'est avec son fils, Wilhelm Friedrich Ernst Bach, que la descendance musicale de Jean-Sébastien Bach s’est éteinte. Il a été maître de chapelle et claveciniste à la cour de la reine Frédérique à Berlin, puis à la cour de la reine Louise, et principal professeur de musique des princes de Prusse jusqu'en 1811.

## Œuvre
Même si Johann Christoph Friedrich a eu une carrière plus modeste que ses trois autres frères musiciens, il a écrit de nombreuses œuvres. Ses dix dernières symphonies, composées entre 1792 et 1794, sont influencées par Mozart et Haydn. Virtuose accompli au clavier (clavecin, puis pianoforte), c’est finalement dans ses cantates profanes qu’il a montré le plus d’originalité et d’imagination. La plus grande partie de son œuvre fut l’objet de la spoliation des œuvres d'art pendant la Seconde Guerre mondiale et a été transférée en Russie et n'est que partiellement rendue à l'état allemand.

### Clavier
Ces œuvres peuvent être jouées au clavecin ou au pianoforte :
- 6 Sonates, HW XI/1, 2, 4, 5, 6, 7 (une 7e est perdue)
- 9 Sonates légères, HW XI/3 & 8
- 82 petites pièces, HW XII/1 à 13
- Fughetta, XII/14
- 2 Sonates à 4 mains, HW XIII/1 et 2

### Musique de chambre
- Sextuor (pianoforte, 2 cors, hautbois, violon & violoncelle), HW V
- 6 Quatuors avec flûte, HW VI
- Trio (flûte, violon & basse continue), HW VII/1
- Trio (2 violons & basse continue), HW VII/2
- Trio (2 violons & basse continue), HW VII/3
- Trio (clavecin, flûte ou violon, violoncelle), HW VII/4
- Trio (clavecin ou pianoforte, violon, alto), HW VII/5
- Trio (clavecin ou pianoforte, violon, alto), HW VII/6
- Trio (clavecin ou pianoforte, flûte, violon), HW VII/7
- 8 Sonates (clavier & flûte ou violon), HW VIII/1 & 2
- 6 Sonates (clavier & flûte ou violon), HW VIII/3
- 3 Sonates et 1 Septuor (œuvres perdues)

### Orchestre
- 20 Symphonies, HW I/1 à 20
- 4 Concertos pour clavier & orchestre[1], HW II/1, 2, 4, 5
- 2 concertos perdus

### Œuvres vocales sacrées
- 12 cantates et oratorios (3 dont la partition est perdue, et 1 dont il ne reste que des fragments)
- 2 motets à 4 voix, HW XV/1 & 2
- 2 chansons à 4 voix, HW XV/3 & 4
- 5 chansons a cappella, HW XVI/1
- 50 chansons a cappella, HW XVI/2

### Œuvres vocales profanes
- 10 œuvres (dont un recueil de 5 chansons et un autre de 24 chansons)